# Norbert Bisky
Norbert Bisky (ur. 10 października 1970 w Lipsku) – niemiecki malarz współczesny. Uważany jest za jednego ze współczesnych przedstawicieli figuratywizmu w malarstwie niemieckim.
Jest synem polityka lewicy Lothara Bisky’ego, młodszym bratem dziennikarza i pisarza Jensa Bisky’ego oraz starszym bratem zmarłego w roku 2008 Stefana Bisky’ego.
Norbert Bisky urodził się i dorastał w Niemieckiej Republice Demokratycznej w rodzinie działacza Socjalistycznej Partii Jedności Niemiec. W roku 1990 rozpoczął studia germanistyki i historii sztuki na Uniwersytecie im. Humboldta w Berlinie. Po trzech latach studiów przeniósł się do Wolnej Szkoły Sztuki (Freie Kunstschule Berlin) i zdecydował poświęcić się malarstwu. W roku 1995 przebywał w Hiszpanii na stypendium programu Erasmus na wydziale sztuk pięknych Uniwersytetu Complutense w Madrycie. W latach 1994–1999 studiował pod kierunkiem Georga Baselitza na Akademii Sztuk Pięknych w Berlinie, uczestniczył w Międzynarodowej Akademii Letniej w Salzburgu (Internationale Sommerakademie Salzburg) u Jima Dine’go, a następnie ukończył w roku 1999 kurs mistrzowski u Georga Baselitza.
W latach 2008–2010 był gościnnym profesorem na Haute École d’Art et de Design w Genewie, w latach 2016–2018 na Hochschule für Bildende Künste Braunschweig. W 2015 roku zamienił studia na Ereza Israeli z Tel Awiwu na trzy miesiące.

## Twórczość
Początkowo Bisky tworzył obrazy olejne utrzymane w jasnej kolorystyce, które sam określił jako „wyprane w proszku do płukania Lenor”. Obrazy te przedstawiały młodych wysportowanych mężczyzn na tle dziewiczej przyrody. Krytycy wskazywali na podobieństwo do malarstwa oficjalnego III Rzeszy i realizmu socjalistycznego, w tym do malarstwa Aleksandra Dejneki i estetyki filmów Leni Riefenstahl, czemu sam malarz gwałtownie zaprzeczał. Bisky raczej nawiązuje swoim stylem do wspomnień z dzieciństwa malując „obrazy raju” i „fałszywe obietnice” przetworzone w olśniewające jasne obrazy wyidealizowanych ciał i nietkniętej przyrody.
Obecnie maluje wielkoformatowe obrazy nawiązujące do różnych kierunków sztuki od Renesansu do Pop-artu. W późniejszych latach wielkoformatowe obrazy Bisky’ego, często przedstawiające nastolatków, coraz częściej przesuwały się w stronę ciemniejszych tematów. Strata osobista, doświadczenie terroru, podróże do Brazylii i doniesienia mediów zainspirowały go do zbadania takich tematów, jak przemoc, seksualność i zniszczenie symbolizowane przez postacie, w wielu przypadkach unoszące się, spadające lub upadające bez żadnej osi grawitacyjnej. Ugruntowane w świadomości publicznej za pomocą obrazów medialnych po atakach 11 września, te spadające postacie badają przemijalność młodzieży, utratę autonomii, izolację i rozpad współczesnej cywilizacji.
Estetyczny zgiełk otaczający postacie jest przerywany obcym zapyleniem wskazówek z chrześcijańskiej ideologii, historii sztuki, kultury gejowskiej, pornografii i apokaliptycznych wizji. Dzięki temu Bisky przekazuje na płótnie wrażenie niestabilności, które wyraźnie rezonują z naszym współczesnym stanem rzeczy.
W maju 2013 roku Norbert Bisky stworzył swój pierwszy scenograficzny utwór Masse Berlin State Ballet, który miał swoją premierę w legendarnym berlińskim klubie nocnym Berghain i był tematem telewizyjnego filmu dokumentalnego niemieckiej reżyserki Nicole Graf. Od maja 2017 r. wielkoformatowy obraz Norberta Bisky Vertigo jest eksponowany w holu wejściowym Berghainu w ramach koncepcji artystycznej klubu, w której znajdują się także prace Wolfganga Tillmansa i Josepha Marra.
Na Światowy Dzień Wolności Prasy Norbert Bisky stworzył obraz Rauschen, który został wydrukowany na stronie tytułowej licznych niemieckich gazet codziennych, we współpracy z federalnym stowarzyszeniem wydawców niemieckich gazet (BDZV: Bundesverband Deutscher Zeitungsverleger) 3 maja 2019 r.
Jego obrazy cieszą się wielkim powodzeniem na aukcjach sztuki współczesnej, znajdują się w kolekcjach muzeów sztuki współczesnej na całym świecie.
Norbert Bisky mieszka i tworzy w Berlinie. Bisky był reprezentowany przez König Galerie w Berlinie do 2023 roku. Od marca 2025 roku jest reprezentowany przez galerię Esther Schipper.

## Wystawy
2024
- „Ludology“, Galerie Templon, Nowy Jork, USA[21]

2023
- „Im Freien“, Kunstverein Freunde Aktueller Kunst, Zwickau, Niemcy[22]
- „Swing State“, Navot Miller & Norbert Bisky, Weserhalle, Berlin, Niemcy[23]

2022
- „Utopianistas”, Galerie Templon, Paryż, Francja
- „Taumel”, König Galerie, Berlin, Niemcy[24]
- „Kurpark”, Cokkie Snoei Gallery, Rotterdam, Holandia[25]
- „Walküren-Basislager”, Staatsoper Stuttgart, Stuttgart, Niemcy[26]
- „Mirror Society”, SCAD Museum of Art, Savannah, USA[27]

2021
- „Disinfotainment”, G2 Kunsthalle, Lipsk, Niemcy[28]

2020
- „Unrest”, Fabienne Levy, Lozanna, Szwajcaria[29]
- „Metrocake”, König Tokio, Tokio, Japonia[30]
- „Berlin Sunday”, Le Confort Moderne, Poitiers, Francja[31]
- „Desmadre Berlin”, Galerie Templon, Paryż, Francja[32]

2019
- „Rant”, Villa Schöningen, Potsdam, Niemcy[33] / „POMPA”, St. Matthäus-Kirche, Berlin, Niemcy[34]
- „Tainted Love/Club Edit”, Villa Arson, Nizza, Francja[35]

2018
- „Fernwärme”, Museum Langmatt, Baden, Szwajcaria[36]
- „Hope and Hazard: A Comedy of Eros”, kurator: Eric Fischl, Hall Art Foundation, Reading, USA[37]
- „Boezemvriend” (z Grit Hachmeister), Cokkie Snoei Gallery, Rotterdam, Holandia[38]

2017
- „Trilemma”, König Galerie, Berlin, Niemcy[39]
- „Die Revolution ist tot. Lang lebe die Revolution!”, Kunstmuseum Bern, Bern, Szwajcaria[40]
- „Vermisst. Der Turm der blauen Pferde von Franz Marc. Zeitgenössische Künstler auf der Suche nach einem verschollenen Meisterwerk”, Haus am Waldsee, Berlin, Germany[41]

2016
- „Dies Irae”, Crone Wien, Austria[42]
- „A FUGA”, Galeria Baró, São Paulo, Brazylia[43]
- „Elective Affinities – German Art Since The Late 1960s”, Latvijas Nacionālais mākslas muzejs, Ryga, Łotwa[44]
- „Zeitgeist – Arte da Nova Berlim”, Centro Cultural Banco do Brasil, Rio de Janeiro, Brazylia[45]

2015
- „Hérésie”, Galerie Daniel Templon, Bruksela, Belgia[46]
- „Levinsky Street”, Givon Art Gallery, Tel Awiw, Izrael[47]
- „Balagan”, Bötzow Berlin, Berlin, Niemcy[48]
- „Black Bandits”, Haus am Lützowplatz, Berlin, Niemcy[49]

2014
- „Zentrifuge”, Kunsthalle Rostock, Rostock, Niemcy
- „Works on Paper”, Galerie Daniel Templon, Paryż, Francja[46]
- „Riots”, Galería Espacio Mínimo, Madrid, Hiszpania[50]
- „10”, Berghain, Berlin, Niemcy
- „Utopie Picturale 2”, Fonderie Kugler, Genewa, Szwajcaria[51]

2013
- „Norbert Bisky: Special Report”, MEWO Kunsthalle, Memmingen, Niemcy[52]
- „Paraisópolis”, Galerie Crone, Berlin, Niemcy[53]

2012
- „Stampede”, Leo Koenig Inc., Nowy Jork, USA[54]
- „I am a Berliner”, Tel Aviv Museum of Art, Tel Awiw, Izrael[55]
- „Laboratories of the Senses”, Marta Herford, Herford, Niemcy[56]

2011
- „A Retrospective. Ten Years Of Painting”, Kunsthalle Marcel Duchamp, Cully, Szwajcaria
- „Decompression”, Galerie Daniel Templon, Paryż, Francja

2010
- „befall”, Galerie Crone, Berlin, Niemcy[57]
- „Maudit”, Galerie Charlotte Moser, Genewa, Szwajcaria

2009
- „Mandelkern”, Kunstverein Dortmund, Dortmund, Niemcy[58]
- „crossing jordaan”, Cokkie Snoei, Rotterdam i Amsterdam, Holandia[59]
- „Nefasto Máximo”, Galería Espacio Mínimo, Madryt, Hiszpania[60]
- „Norbert Bisky: Paintings”, Haifa Museum of Art, Hajfa, Izrael[61]

2008
- „cloud cuckoo land”, Gallery Mirchandani + Steinruecke, Mumbaj, Indie
- „privat”, Galerie Crone, Berlin, Niemcy[62]
- „minimental”, Cokkie Snoei Gallery, Rotterdam, Holandia[63]

2007
- „Ich war’s nicht”, Haus am Waldsee, Berlin, Niemcy[64]
- „What’s wrong with me”, Leo Koenig Inc., Nowy Jork, USA[65]
- „Behind Innocence”, Gallery Hyundai, Seul, Korea Południowa[66]

2006
- „Total Care”, Contemporary Art Center, Wilno, Litwa
- „es tut mir so leid”, Galerie Michael Schultz, Berlin, Niemcy[67]

2005
- „Norbert Bisky”, Studio d’Arte Cannaviello, Mediolan, Włochy[68]
- „Déluge”, Galerie Suzanne Tarasiève, Paryż, Francja
- „Malerei”, Künstlerhaus Bethanien, Berlin, Niemcy

2004
- „The Proud, the Few”, Leo Koenig Inc., Nowy Jork, USA[69]
- „Abgesagt”, Mannheimer Kunstverein, Mannheim, Niemcy
- „Opkomst en Verval”, Cokkie Snoei Gallery, Rotterdam, Holandia[70]

2003
- „Schlachteplatte”, Galerie Michael Schultz, Berlin, Niemcy[71]

2002
- „Norbert Bisky”, Museum Junge Kunst, Frankfurt/Oder, Niemcy

2001
- „Wir werden siegen”, Galerie Michael Schultz, Berlin, Niemcy[72]
- „Almauftrieb”, Kulturbrauerei Prenzlauer Berg, Berlin, Niemcy
- „Vorkämpfer”, Chelsea Kunstraum, Cologne, Niemcy

## Kolekcje publiczne
- Hall Art Foundation, USA
- MoMA[73]
- Palm Springs Art Museum, Palm Springs, USA
- National Museum of Contemporary Art, Gwacheon, Korea Południowa
- The Israel Museum, Jerozolima[74]
- Fonds National d’Art Contemporain, Paryż, Francja
- Berlinische Galerie, Berlin, Niemcy
- Sammlung Deutsche Bank, Frankfurt nad Menem, Niemcy
- G2 Kunsthalle, Lipsk, Niemcy
- Kunsthalle Rostock, Rostock, Niemcy
- Muzeum Sztuk Pięknych w Lipsku, Niemcy
- Brandenburgisches Landesmuseum für moderne Kunst, Frankfurt nad Odrą, Niemcy
- Museum Ludwig, Kolonia, Niemcy
- Stiftung Kunstforum der Berliner Volksbank, Berlin, Niemcy
- Staatliche Kunsthalle Karlsruhe, Karlsruhe, Niemcy
- Staatsgalerie Stuttgart, Stuttgart, Niemcy
- Schloßmuseum Murnau, Murnau am Staffelsee, Niemcy
- Ellipse Foundation, Lizbona, Portugalia
- The MER Collection, Segowia, Hiszpania